# Карл Гебель
Карл Гебель (нім. Karl Göbel; 10 січня 1900, Адельшлаг — 2 березня 1945, Есслінген-ам-Неккар) — німецький воєначальник, генерал-майор вермахту. Кавалер Лицарського хреста Залізного хреста з дубовим листям.

## Біографія
З 22 червня 1918 року — учасник Першої світової війни. Після демобілізації армії залишений в рейхсвері. 5 вересня 1930 року звільнений у відставку. 1 березня 1935 року вступив у вермахт. З 1 жовтня 1936 року — командир роти 119-го, з 26 серпня 1939 року — 420-го піхотного полку. Учасник Польської і Французької кампаній. З 1 грудня 1940 року — командир 3-го батальйону свого полку. Учасник Балканської кампанії і німецько-радянської війни. 10 березня 1944 року переведений в резерв. З 30 травня 1944 року — командир гренадерського полку «Богемія-1», з 8 липня — 305-го гренадерського полку. 25 вересня переведений в резерв і направлений на курси командирів дивізії. З 10 грудня — командир 299-ї піхотної дивізії. 16 лютого 1945 року важко поранений у бою в Курляндії. Помер від ран.

## Звання
- Обершутце (1 лютого 1921)
- Єфрейтор (6 травня 1922)
- Унтерофіцер (1 листопада 1922)
- Унтерфельдфебель (1 грудня 1924)
- Фельдфебель (1 листопада 1926)
- Оберфельдфебель (1 листопада 1927)
- Оберлейтенант служби комплектування (1 березня 1935)
- Гауптман служби комплектування (1 жовтня 1936)
- Майор служби комплектування (1 грудня 1940)
- Майор (1 жовтня 1941)
- Оберстлейтенант (20 січня 1943)
- Оберст (1 червня 1943)
- Генерал-майор (2 березня 1945; посмертно)

## Нагороди
- Німецький імперський спортивний знак в бронзі (9 жовтня 1925)
- Почесний хрест ветерана війни (15 грудня 1934)
- Спортивний знак СА в сріблі
- Медаль «За вислугу років у Вермахті» 4-го і 3-го (2 жовтня 1938) класу (12 років)
- Медаль «За Атлантичний вал»
- Залізний хрест
  - 2-го класу (16 червня 1940)
  - 1-го класу (3 серпня 1941)
- Штурмовий піхотний знак в сріблі (20 серпня 1941)
- Німецький хрест в золоті (24 травня 1942)
- Медаль «За зимову кампанію на Сході 1941/42» (1 вересня 1942)
- Лицарський хрест Залізного хреста з дубовим листям
  - лицарський хрест (10 вересня 1942)
  - дубове листя (№ 252; 8 червня 1943)
- Нагрудний знак «За поранення»
  - в чорному (20 вересня 1942)
  - в сріблі (17 і 18 червня 1943)
  - в золоті (18 лютого 1945)
- Кубанський щит
- Золота медаль «За хоробрість» (Словаччина)
- Нагрудний знак «За танкову атаку» в сріблі
- Нагрудний знак ближнього бою в сріблі
- Сертифікат Пошани Головнокомандувача Сухопутних військ Вермахту (28 серпня 1944)
- Почесна застібка на орденську стрічку для Сухопутних військ (17 листопада 1944)